# Водоканал (Екатеринбург)
Водоканал (Екатеринбург) (Екатеринбургское муниципальное унитарное предприятие водопроводно-канализационного хозяйства МУП «Водоканал») — самая большая в Уральском федеральном округе организация городского хозяйства, обеспечивающая водоснабжение и водоотведение Муниципального образования «город Екатеринбург».
Водоканал производит питьевую воду, принимает и очищает сточные воды, используя инфраструктуру, состоящую из десятков насосных станций, очистных сооружений и инженерных систем для подачи и распределения воды.

## Вехи развития
- С 20 декабря 1925 года — Управление Свердловского городского водопровода;
- С 1 января 1938 года — Трест «Водоканализации»;
- С 1943 года — Производственное управление водопроводно-канализационного хозяйства;
- С 1976 года — Производственное объединение водопроводно-канализационного хозяйства;
- С 1 августа 1993 года — Муниципальное предприятие «Водоканал»;
- С 1 июня 1999 года — Екатеринбургское муниципальное унитарное предприятие водопроводно-канализационного хозяйства (МУП «Водоканал»).

## История

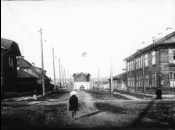
Водонапорный бак на Малаховском ключе в Екатеринбурге

Впервые разговор о создании городского водопровода зашел в 1876 году и стал предметом обсуждения в городской Думе. Именно тогда, в середине июня, был заслушан проект купца Якова Каминера об устройстве водопровода. Воду купец предлагал брать из городского пруда, а водозаборный бассейн устроить недалеко от дома Главного начальника горных заводов (ныне площадь перед театром Драмы). Магистральные трубы автор предлагал протянуть через город на 15-20 верст. Обсуждение проекта затянулось более чем на 30 лет. К нему неоднократно возвращались, рассматривая другие поступающие предложения. За это время свои идеи предлагали инженер железнодорожных путей сообщения Вейблат, инженеры Паниковский, Павловский и «Товарищество Екатеринбургский водопровод».
Воззрения на будущий водопровод были самые разные. Одни делали ставку на имеющиеся в городе ключи, другие на открытые водоемы в пределах города или устройство артезианских скважин. Обсуждая представленные проекты, городская Дума всякий раз принимала одно и то же решение: «Устройство водопровода в Екатеринбурге в настоящее время крайне затруднительно по недостаточности средств».

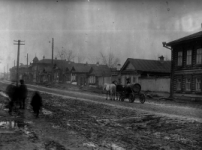
Водовозный промысел в Екатеринбурге

Кроме того, члены городской Думы считали, что вопрос водоснабжения в Екатеринбурге решен за счет водовозного промысла и многочисленных ключей и родников, выходивших на уличную поверхность. Самым известными в ту пору был ключ Малаховский. Находился этот ключ примерно на пересечении нынешних улиц Энгельса и Сони Морозовой. В 1880-х годах здесь стоял водонапорный бак, где имелись два ручных насоса. Затем их заменили паровыми, а к началу XX века — электрическими. Подобных водонапорных баков в городе было несколько. Ещё в 1922 году, кроме Малаховского, такие баки возвышались на Коковинской площади (ныне застроена). Был ещё один источник богатый водой — до 70000 ведер в сутки. Находился он на территории Ново-Тихвинского монастыря в Зелёной роще. Они «поили» большую часть Екатеринбурга, выдавая для развоза не по одному десятку тысяч вёдер в день.
Начавшиеся революционные события, а затем и гражданская война отодвинули вопрос о водопроводе. Но в газете «Уральский рабочий» от 4 февраля 1922 года прошла информация, что в городе «ведутся изыскания источников воды для сооружения водопровода». В середине 1923 года изыскания воды в гранитных котлованах, окружающих город, привели к Большому Конному полуострову на Верх-Исетском пруду. В 1924 году плановая комиссия Окружного исполнительного комитета разработала проект, который с особой делегацией был направлен в Москву. Из столицы приехал представитель, осмотрел водоём и утвердил выбор. В это время в городе и пригородах проживало примерно 140 тыс. человек, учтено 15759 домов.

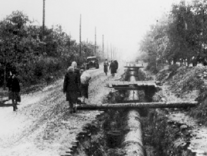
Строительство водопровода в г. Екатеринбурге

Сооружение водопровода стало всенародным делом. Журнал № 11 «Товарищ Терентий» писал в то время: «Трудовой народ крепко взялся за творчество новой жизни, и как двигается постройка водопровода, должны знать не только трудящиеся Свердловска, но и весь Урал». В июне 1925 года в торжественной обстановке закладывается фундамент водонапорной башни.
20 декабря 1925 года произошло торжественное открытие водопровода. Первыми воду получили жители Верх-Исетска. Вот что писала газета «Уральский рабочий» от 22 декабря 1925 года: «Раннее морозное утро. Из города по гладкому льду Верх-Исетского пруда несутся: кибитки, розвальни, автомобили, идут пешие, вприпрыжку от мороза бежит детвора — к Конному полуострову.
Здесь большое торжество; открывается водопровод.
Представители партийных, советских, профессиональных организаций, рабочие с женами собрались в водонасосной камере. Отсюда вода пойдет по железным артериям рабочего района.
Предгорсовета тов. Клепацкий открывает митинг.
От имени всех трудящихся Свердловска и рабочих Верх-Исетского завода я поздравляю вас с великой радостью трудящихся: водопровод открыт.
И в ответ на слова тов. Клепацкого загудел мотор, завертелись ремни, и насос пошел в ход. Забрызгала, зашумела, забурлила вода по трубам.»
В день открытия водопровода насос подавал 100 000 вёдер воды в день, 14 водоразборных будок получали воду из четырёх скважин, устроен бак емкостью 30 тысяч ведер для хранения воды, трубы под землёй имели длину 16,5 версты, небольшая фильтровальная станция (первая очередь фильтров с вертикальными отстойниками). Вода подавалась только в дневное время.
Так было начато развитие Головных сооружений водопровода.

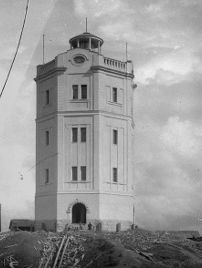
Водонапорная башня на Московской горке в Екатеринбурге

 С этого времени ведет свою историю Муниципальное унитарное предприятие «Водоканал» г. Екатеринбурга.
К 1930 году были построены: насосная станция первого подъёма, с водозабором из Верх-Исетского пруда; вторая очередь фильтров с вертикальными отстойниками; насосная станция второго подъёма с насосами марки 14 НДС и 16 НДС и два резервуара чистой воды объёмом 500 м³. Производительность составляла 17 тыс. м³. Вода в город подавалась по двум водоводам диаметром 300 мм и двум водоводам диаметром 600 мм.
В 1934 году запущена в работу третья очередь фильтров с вертикальными отстойниками, а в 1943 — четвёртая.
В 1940 году для хлорирования воды используется жидкий хлор, поставляемый в баллонах (до этого времени хлорирование воды осуществлялось раствором хлорной жидкости).
В 1943 году построена коагуляционная кухня, для обработки воды применяется сернокислый алюминий, но только в теплый период года — с мая по октябрь. Скорость фильтрации измеряли по песочным часам.
Управление задвижками было ручное, механизации не было, все работы производились вручную. С 1952 года началась электрификация управления задвижками.
В 1960 году запущена пятая и шестая очереди фильтровальной станции и резервуары чистой воды объёмом 2400 и 1800 м³.
В 1965 году введена в эксплуатацию насосная станция второго подъёма с насосами марки 22 НДС.
Горизонтальные отстойники для фильтров пятой и шестой очереди пущены в эксплуатацию в 1968 году одновременно с помещением реагентного хозяйства. Хлор поставляется уже в хлорных контейнерах.
В 1981 году на Головные сооружения водопровода пришла вода из Волчихинского водохранилища.
Два резервуара чистой воды объёмом по 10 000 м³ каждый построены в 1985 и 1986 годах.
Введены в эксплуатацию два водовода диаметром 1200 мм.
Построено и введено в эксплуатацию здание новой хлораторной в 1996 году.
В 1997 году для обработки воды круглогодично применяется оксихлорид алюминия «БОПАК-Е» и флокулянт «Праестол-650ТР». Применение новых реагентов значительно улучшает качество воды по всем основным показателям.
С 2000 года в летний период проводится постаммонизация воды в резервуарах, обеспечивая хорошее качество воды по бактериологическим показателям.
«Во время торжественного открытия водопровода в 1925 году представитель финансового отдела городской администрации тов. Иванов попросил не забывать, что городу необходима ещё одна система труб — канализация. Без этих отводных труб значительно умаляется значение водопровода. Завохрместхозом тов. Язовский ответил, что проект проведения канализации уже намечен, уже изыскиваются средства.» (Газета «Уральский рабочий» от 22 декабря 1925 года).
Первые сети канализации Свердловска построены в 1928 году от Центральной гостиницы по ул. Малышева до ул. Горького.
Пуск центральной канализации состоялся 28 января 1930 года. Было построено 10 км сетей и очистные сооружения в районе Челябинской железной дороги.

## Современное состояние
Среднесписочная численность персонала МУП «Водоканал» на 01.01.2013 года — 3872,5 чел.

## Руководство предприятия
Руководители МУП «Водоканал»:

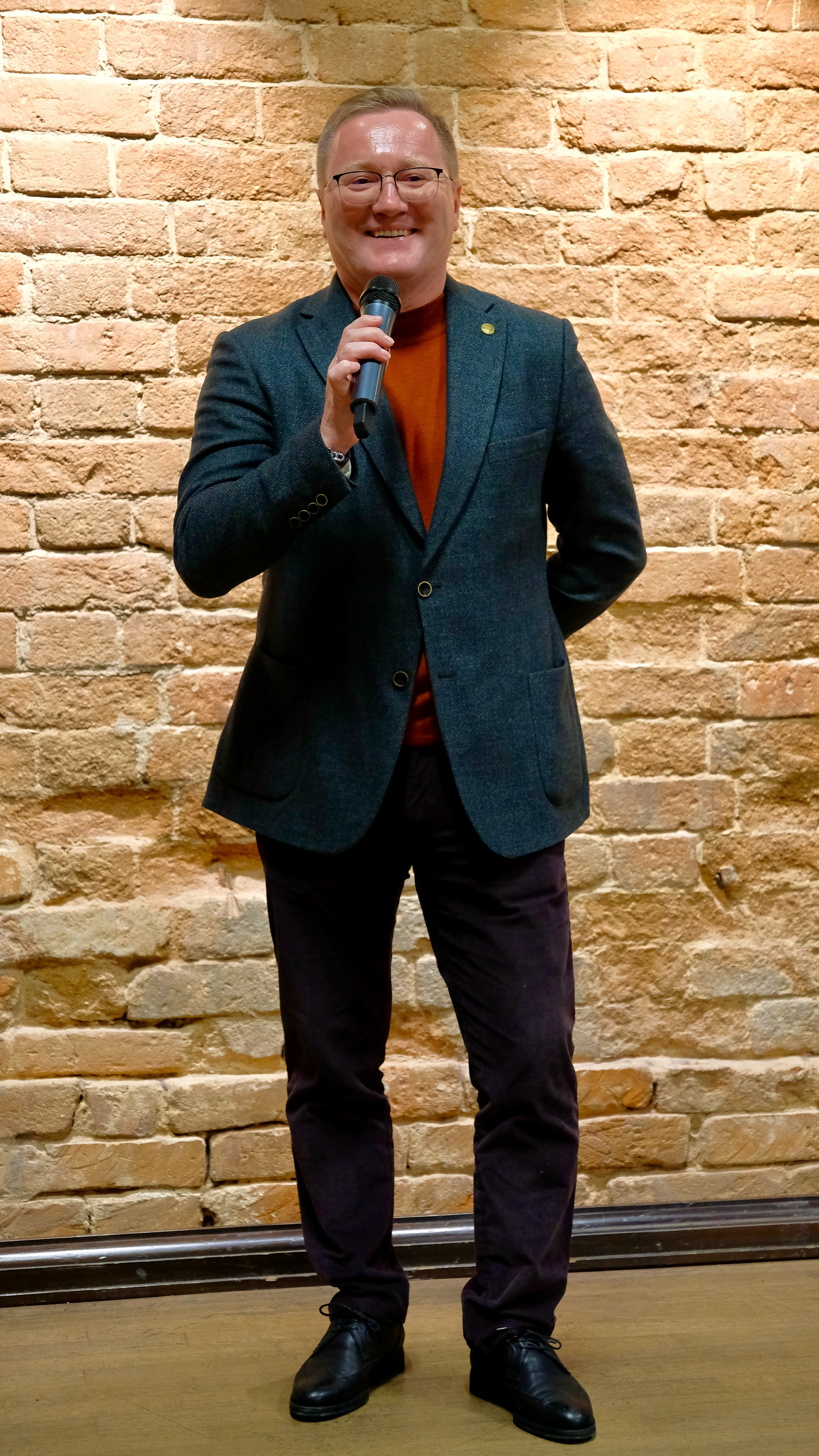
Лузгин Е. Г.

- 2019—н. в. — Лузгин Евгений Геннадьевич[1][2]
- 2018—2019 — Буженинов Евгений Леонидович[3]
- 2010—2018 — Ковальчик Александр Анатольевич
- 2005—2010 — Адуллин Талгат Сабирович
- 1990—2005 — Богомазов Олег Арсентьевич
- 1983—1990 — Штагер Виктор Петрович
- 1981—1983 — Сатонкин Алексей Иванович
- 1967—1981 — Федоров Алексей Порфирьевич
- 1950—1967 — Курасевич Михаил Иванович
- 1941—1950 — Красюков Глеб Иванович
- 1938—1941 — Захаров Захар Васильевич
- 1937—1938 — Обухов Георгий Андреевич
- 1937—1937 — Телегин Александр Дмитриевич
- 1936—1937 — Филатов Михаил Максимович
- 1933—1936 — Захаров Захар Васильевич

## Инфраструктура водоснабжения

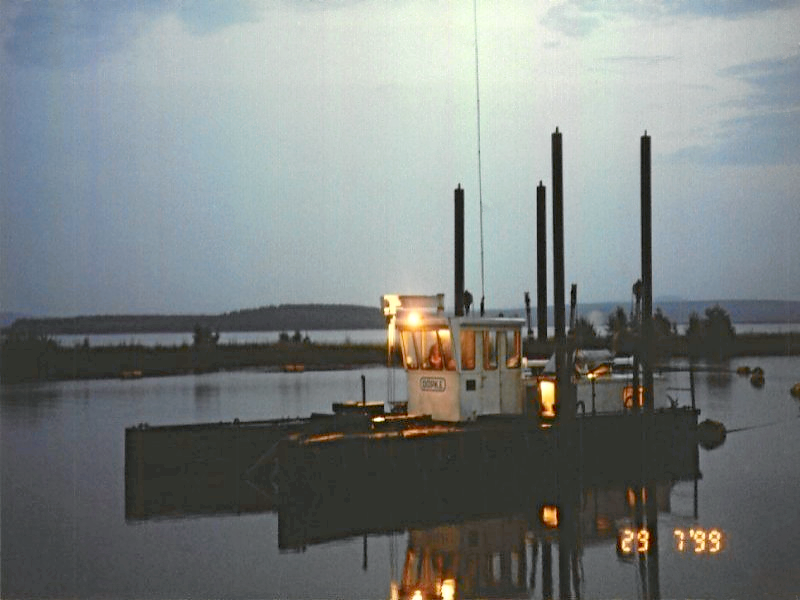
Земснаряд Дёпке на Волчихинском водохранилище (1999)

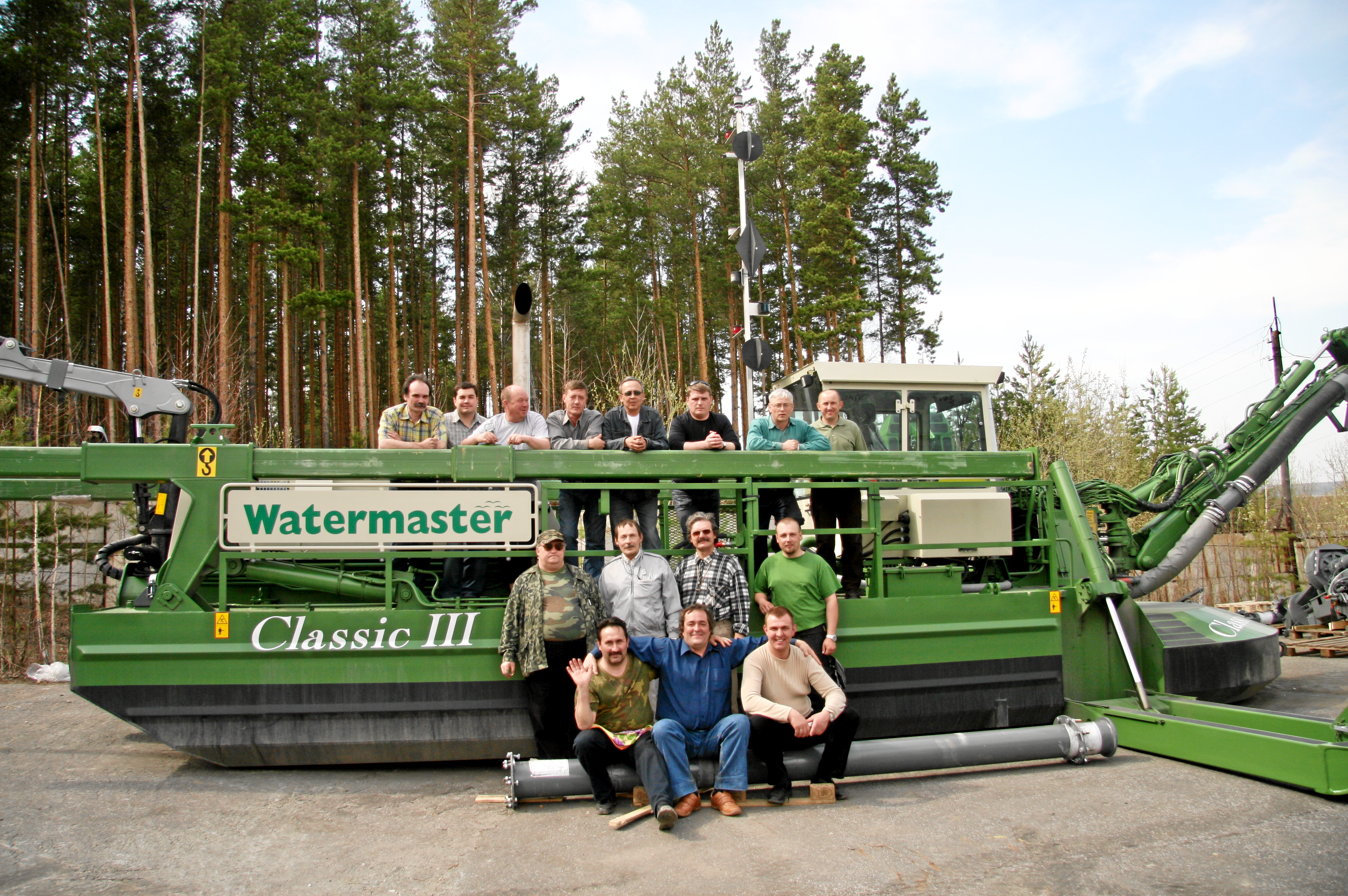
Земснаряд Watermaster и его команда — личный состав Участка очистки водохранилищ (2009)

Водоснабжение Екатеринбурга представляет собой сложный комплекс инженерных сооружений и процессов, условно разделенных на три составляющих:
1. Забор сырой воды из источников водоснабжения и транспортировка до станций водоподготовки;
2. Подготовка воды в соответствии с санитарными правилами и нормами;
3. Транспортировка питьевой воды потребителям в жилую застройку, на предприятия города и источники теплоснабжения и обеспечение нужд пожаротушения города.

Доля предоставления услуг водоснабжения МУП «Водоканал» (г. Екатеринбург) составляет 87 %.
Основным источником водоснабжения города Екатеринбурга является гидротехнический каскад Верхнемакаровского и Волчихинского водохранилищ на реке Чусовой. Дополнительными источниками являются Ревдинское, Новомариинское водохранилища на реке Ревде и Нязепетровское водохранилище на реке Уфе с каскадом насосных станций перекачки. Резервным источником при возникновении чрезвычайных ситуаций является Верх-Исетский пруд на реке Исеть. Фильтровальные станции МУП «Водоканал» выполняют барьерную роль при очистке сырой воды от природных и техногенных загрязнений и являются основным гарантом подачи населению безопасной во всех отношениях питьевой воды с соответствующими СанПиН биологическими, химическими и органолептическими показателями. В городе действуют 5 фильтровальных станций:
- Западная фильтровальная станция;
- Головные сооружения водопровода;
- Фильтровальная станция Сортировочная;
- Фильтровальная станция в п. Изоплит;
- Фильтровальная станция в п. Северка.

Текущая общая максимальная производительность фильтровальных станций по чистой воде составляет 616,8 тыс. м³/сут. После фильтровальных станций по магистральным водоводам питьевая вода распределяется по районам города, где подается потребителям через насосные станции III и IV подъёмов по квартальным и уличным трубопроводам. Общая протяжённость водопроводных сетей в однотрубном исчислении на 1 января 2013 г. составляет 1653,9 км (с учётом внешних трактов перекачки воды из Нязепетровского гидроузла).
В хозяйственном ведении МУП «Водоканал» находятся также водопроводные сети и сооружения, расположенные в отдалённых пригородных посёлках. Водоснабжение посёлков осуществляется из подземных водозаборов (артезианских скважин).

## Инфраструктура водоотведения

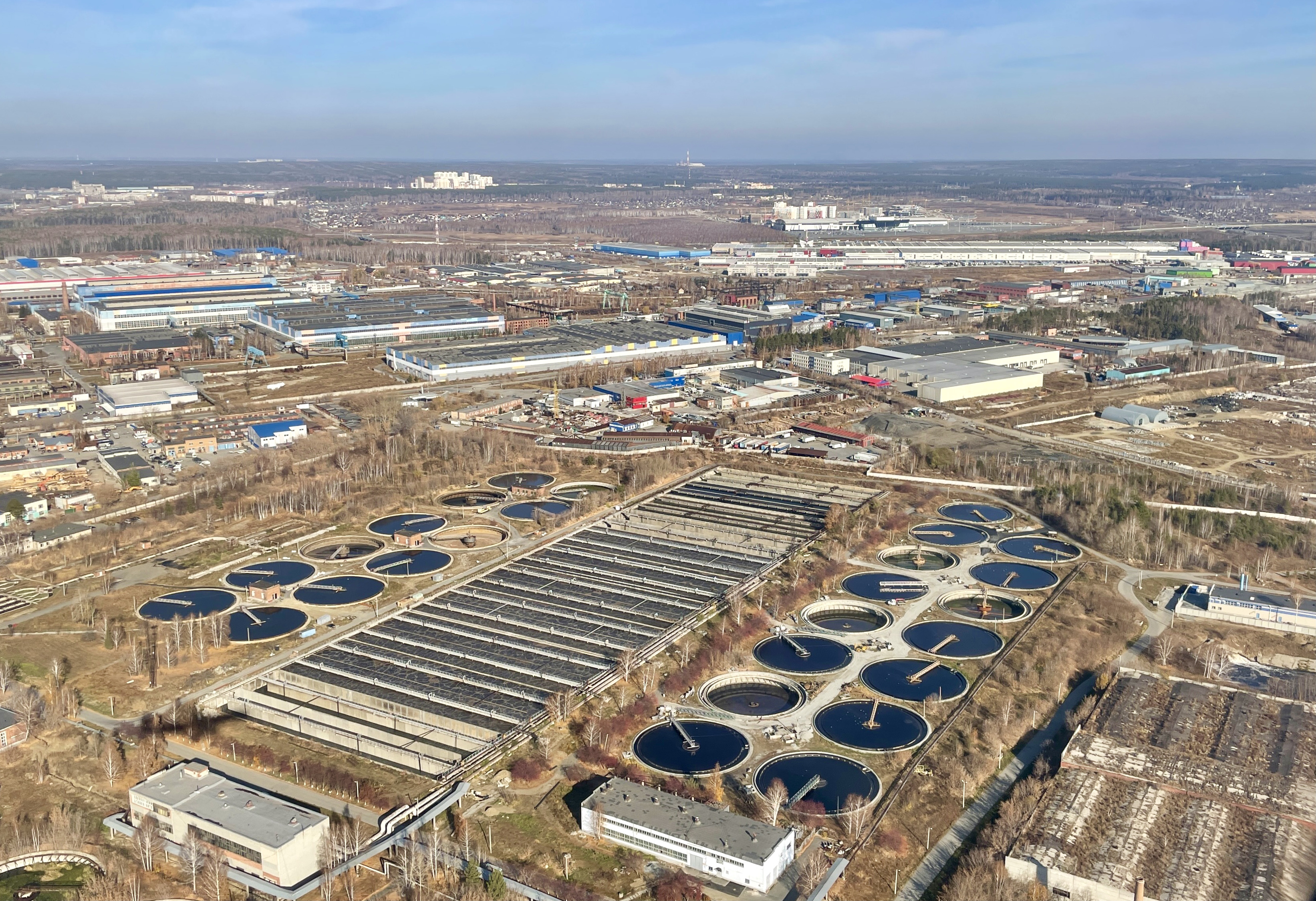
Южная аэрационная станция

Водоотведение Екатеринбурга представляет собой сложный комплекс инженерных сооружений и процессов, условно разделенных на три составляющих:
1. Сбор и транспортировка хозяйственно-бытовых сточных вод от населения и предприятий города, не нормативно очищенных производственных сточных вод от промышленных предприятий, по самотечным и напорным коллекторам водоотведения на городские станции аэрации. Дополнительно происходит неорганизованное поступление в сети водоотведения стоков ливневых и талых вод при недостаточно развитой системе ливневой канализации города;
2. Обработка и утилизация осадков сточных вод.
3. Механическая и биологическая очистка поступивших сточных вод на станциях аэрации и сброс очищенных сточных вод в водные объекты.

Территориально в городе Екатеринбурге существуют два основных бассейна канализования:
- Северный: стоки от планировочных районов Орджоникидзевский, Садовый и промышленной зоны Аппаратная транспортируются на Северную аэрационную станцию (текущая производительность Северной аэрационной станции — 100 тыс. м³/сут.);
- Южный: стоки от остальных жилых районов города Екатеринбурга через дворовые, уличные, внутриквартальные сети канализации и главные загородные коллекторы транспортируются на Южную аэрационную станцию (текущая производительность Южной аэрационной станции — 550 тыс. м³/ сутки).

Существуют также локальные бассейны канализования отдалённых территорий города Екатеринбурга (автономные системы водоотведения).
Сети водоотведения Муниципального образования «город Екатеринбург» представляют собой сложную инженерную систему, включающую: наружные сети водоотведения, канализационные насосные станции, дюкеры и акведуки. Общая протяжённость канализационных сетей в однотрубном исчислении на 1 января 2013 г. составляет 1275 км.